# Zhou Yang (patinage de vitesse sur piste courte)
Pour les articles homonymes, voir Zhou et Zhou Yang.
Dans ce nom chinois, le nom de famille, Zhou, précède le nom personnel.
Zhou Yang (chinois : 周洋 ; pinyin : Zhōu Yáng), née le 9 juin 1991 à Changchun, est une patineuse de patinage de vitesse sur piste courte chinoise.

## Biographie
Elle commence le short-track en 1998 à Changchun. Elle considère la short-trackeuse chinoise Yang Yang (A) comme son modèle.

## Carrière

### Jeux olympiques de Vancouver
En 2010, à Vancouver, elle arrive 8e au 1 000 mètres et cinquième au 500 mètres. Elle obtient la médaille d'or au relais et au 1500 mètres.

### Jeux olympiques de Sotchi
Elle ne participe qu'au relais et au 1 500 mètres à Sotchi. L'équipe arrive en finale du relais, et elle gagne à nouveau une médaille d'or au 1 500 mètres.

### Jeux olympiques de Pyeongchang
En première manche de la Coupe du monde de short-track 2017/2018, qui sert de qualification aux Jeux olympiques, elle est disqualifiée dès le premier tour du 1500 mètres pour avoir fait tomber la patineuse russe Ekaterina Efremenkova.
À la deuxième manche de la Coupe du monde, en octobre 2017, elle remporte le relais avec ses coéquipières Fan Kexin, Han Yutong et Zang Yize. À la troisième et avant-dernière manche de la Coupe du monde, à Shanghai en novembre 2017, elle tombe en finale B du 1500 mètres à la suite d'une faute de la Britannique Charlotte Gilmartin et arrive onzième du classement. Son équipe de relais, où Zang est remplacée par Guo Yihan, arrive deuxième. 